# 根室氏南美南極魚
根室氏南美南極魚為輻鰭魚綱鱸形目南極魚亞目南極魚科的其中一種，分布於南美洲阿根廷巴塔哥尼亞及福克蘭群島海域，棲息深度30-160公尺，體長可達23公分，為底棲性魚類，屬肉食性，生活習性不明。

## 擴展閱讀
維基物種上的相關：根室氏南美南極魚